# Marina Gržinić
Marina Gržinić, slovenska filozofinja, teoretičarka, umetnica, * 1958, Reka.
Marina Gržinić je ugledna osebnost, znana po svojih prispevkih kot umetnica, teoretičarka, filozofinja in kustosinja, predvsem na področju prehoda od feminizma k pluralnim feminizmom in transfeminizmom.  Je doktorica filozofije in zaposlena kot znanstvena svetnica na Filozofskem inštitutu Znanstvenoraziskovalnega centra Slovenske akademije znanosti in umetnosti v Ljubljani (kratko ZRC-SAZU). Deluje tudi kot svobodna medijska teoretičarka, umetnostna kritičarka in kustosinja. Gržinić je od leta 2003 profesorica na Akademiji za likovno umetnost na Dunaju. Veliko objavlja, predava po vsem svetu in se od leta 1982 ukvarja z video umetnostjo.

## Zgodnje življenje in izobraževanje
Marina Gržinić se je rodila leta 1958 na Reki (Jugoslavija), v današnji Hrvaški. Odraščala je v družini italijanske manjšine. Sama se je preselila v Ljubljano pri sedemnajstih letih (po končani gimnaziji na Reki). Leta 1985 je diplomirala iz analitične sociologije, magistrirala leta 1991 na Filozofski fakulteti in leta 1995 doktorirala na Oddelku za filozofijo na Filozofski fakulteti Univerze v Ljubljani . Naslov njene doktorske disertacije je bil Virtualne realnosti. Akroničen čas, paraprostor in simulacija. Gržinić je bila ena prvih, če ne prva v Sloveniji in morda nekdanji Jugoslaviji z doktoratom iz filozofije in virtualne resničnosti, kiberprostora, kiberfeminizma (Haraway), postkolonialne teorije (Trinh T. Minh-ha), francoskega strukturalizma in medijske teorije (Baudrillard, Couchot, Klonaris/Thomadaki, Virilio itd.). V obdobju od 1997 do 1998 se je podoktorsko izpopolnjevala na Japonskem, na Univerzi v Tokiu (prejela je štipendijo Japonske vlade, JSPS) in eno leto preživela pri profesorju Machiko Kusahara.

## Kariera
V Ljubljani se je angažirala pri ustanavljanju ljubljanskega alternativnega ali subkulturnega gibanja, ki je v osemdesetih letih razvilo nove umetniške prakse (kot sta umetniški video in performans) politično angažirana gibanja, kot sta homoseksualna, gejevska in lezbična scena ter številni drugi procesi, ki so bili konstitutivni za razpravo o položaju umetnosti in kulture na Slovenskem v povezavi z zahtevami in boji za politično emancipirano življenje, ki zaobide meščansko dojemanje slovenske družbe in stvarnosti.

### Teorija
Gržinić teoretično delo se osredotoča na sodobno filozofijo in estetiko po obdobju modernizma. Njeno delo je usmerjeno v teorijo ideologije, teorijo tehnologije, biopolitiko/nekropolitiko, video tehnologijo in transfeminizem v povezavi z dekolonializacijo. Njena dela ni mogoče zlahka uokviriti v to ali ono šolo ali disciplino, čeprav je v zadnjih letih predstavila globalno kritično filozofijo, ki je hkrati drzna in nevarno konkretna, kritična do lokalnega, napirjena proti rasizmu, kolonialnosti in globalno tematizira kapitalizem in nekropolitiki.
Svoje raziskovalne rezultate redno uveljavlja v izobraževalnih procesih in tudi v drugih disciplinah, predvsem v vizualni umetnosti. Intenzivno se vključuje v javno življenje doma in v tujini, saj je del različnih politično in družbeno motiviranih bojev proti kapitalizmu in njegovim procesom razlastitve, rasizma in brutalne diskriminacije.

### Umetnost/video
Gržinić se od leta 1982 ukvarja z video in medijsko umetnostjo. Deluje v sodelovanju z Aino Šmid, umetnostno zgodovinarko in umetnico iz Ljubljane.
Med 25.11.2022 in 28.2.2023 2022 je bila v Galeriji Loža v Kopru velika retrospektivna razstava del in vizualnih instalacij Marine Gržinić in Aine Šmid iz obdobja od 1982 do 2022, z naslovom ODPADNIŠKE ZGODOVINE, kustosinja razstave: Mara Ambrožič Verderber. Obrazstavno je v zloženki izšla tudi obsežna študija Tjaše Kancler.
Med 7. 10. 2023 in 14. 4. 2024 sodelujeta na skupinski razstavi v Moderni galeriji, Ljubljana: Vedno na voljo. Feministične pozicije v vizualni umetnosti iz Slovenije. Kustosinja: Martina Vovk. Vključene projekcije 3 video dela zbirke Moderne galerije, MG+, Ljubljana: Bilokacija, Odnosi, Uporniški tokovi.

## Izbrana dela
Knjige od leta 1995 naprej:
- V vrsti za virtualni kruh: čas, prostor, subjekt in novi mediji v letu 2000, (Zbirka Sophia, 1996, 5). Ljubljana: Znanstveno in publicistično središče, 1996. SLOVENŠČINA[18]
- Rekonstruirana fikcija: novi mediji, (video) umetnost, postsocializem in retroavantgarda: teorija, politika, estetika: 1997–1985, (Knjižna zbirka Koda). Ljubljana: Študentska organizacija Univerze, Študentska založba, 1997.[19]
- U redu za virtualni kruh, (Biblioteka Intermedia, knj. 2). Zagreb: Meandar, 1998. HRVAŠKA[20]
- Fikcija rekonstruirana: Vzhodna Evropa, postsocializem & retroavantgarda. Dunaj: Selene, 2000. ANGLEŠČINA [21]
- Estetika kibersveta in učinki derealizacije, (Zbirka Prizma). Ljubljana: Založba ZRC, ZRC SAZU, 2003.[22]
- Situated contemporary art practices : art, theory and activism from (the east of) Europe. Ljubljana: Založba ZRC: = ZRC Publishing; Frankfurt am Main: Revolver – Archiv für aktuelle Kunst, 2004. ANGLEŠČINA[23]
- Avangarda i politika: istočnoevropska paradigma i rat na Balkanu, (Bibliteka Slovenica). Belgrade: Belgradeski krug, 2005. SRBSKEGA[24]
- Estetika kibersvijeta i učinci derealizacije, (Basic). Zagreb: Multimedijalni institut; Sarajevo: Košnica – centar za komunikaciju i kulturu, 2005.HRVAŠČINA [25]
- Une fiction reconstruite : Europe de l'Est, post-socialisme et rétro-avant-garde, (Ouverture philosophique). Paris; Budapest; Torino: Harmattan, 2005.  FRANCOŠČINA [26]
- Re-politicizing art, theory, representation and new media technology, (Schriften der Akademie der bildenden Künste Vienna, Vol. 6). Vienna: Schlebrügge.Editor, cop. 2008. ANGLEŠČINA[27]
- Necropolitics, Racialization, and Global Capitalism. Historicization of Biopolitics and Forensics of Politics, Art, and Life. Marina Gržinić and Šefik Tatlić, Lexington books, 2014. ANGLEŠČINA[28]
- Regimes of invisibility in contemporary art, theory and culture: image, racialization, history. Marina Gržinić, Aneta Stojnić and Miško Šuvaković, eds., Cham: Palgrave Macmillan. cop. 2017. ANGLEŠČINA[29]
- Shifting corporealities in contemporary performance: danger, im/mobility and politics, Marina Gržinić and Aneta Stojnić, eds.,  (Avant-gardes in performance). Cham: Palgrave Macmillan. cop. 2018. ANGLEŠČINA[30]
- Border Thinking. Disassembling Histories of Racialized Violence. Marina Gržinić, ed., Vienna, Berlin: Publication Series of the Academy of Fine Arts Vienna. Vol 21., and Sternberg Press, 2018. ANGLEŠČINA[31]
- Arte-Política-Resistencia, Tjaša Kancler, Barcelona: Ediciones t.i.c.t.a.c., 2018. ŠPANŠČINA
- Opposing Colonialism, Antisemitism, and Turbo-Nationalism. Rethinking the Past for New Conviviality. Marina Gržinić,  Jovita Pristovšek, Sophie Uitz, eds. PEEK/FWF Research Project Vienna, 578 pp., Cambridge Scholars, United Kingdom, 2020.[32]
- Dialogues for the Future: Countering the Genealogy of Amnesia, Marina Gržinić, Šefik Tatlić in collaboration with Valerija Zabret, Jovita Pristovšek, Tjaša Kancler, and Sophie Uitz, 312 pp., Center for Cultural Decontamination CKZD, Belgrade, Serbia, Academy of Fine Arts Vienna; PEEK/FWF Research Project Vienna, 2020. ANGLEŠČINA
- Re-Activating Critical Thinking in the Midst of Necropolitical Realities: For Radical Change, Marina Gržinić, Jovita Pristovšek, 458 pp., eds. Cambridge Scholars, United Kingdom, 2022. ANGLEŠČIN[33]
- Parallel Histories of Slovenia's Empowerment and Urbanity / Paralelne zgodovine opolnomočenja in urbanosti Slovenije 1980-1990-2000. Zbirko gradiva zbrala Marina Gržinić.[34]